# Krosinko (Tychowo)
Krosinko (deutsch Klein Krössin, auch Klein Grössin) ist ein kleiner Ort in der polnischen Woiwodschaft Westpommern. Er liegt im Powiat Białogardzki und gehört zur Gemeinde Tychowo (Groß Tychow).

## Geographische Lage
Krosinko liegt 20 Kilometer südöstlich der Kreisstadt Białogard (Belgard) an der Landesstraße Nr. 170 von Tychowo nach Połczyn-Zdrój (Bad Polzin), drei Kilometer südwestlich von Tychowo am Ufer der Leśnica (Leitznitz). Bahnstation ist Tychowo an der Strecke Białogard – Szczecinek (Neustettin).

## Geschichte
Klein Krössin bestand ursprünglich aus zwei Rittergütern. Eines war ein kleistsches Lehen, das anderen ein versensches Lehen. Das Rittergut Klein Krössin und das im benachbarten Kieckow gehörte zu den rund 20 Gütern, die im Landkreis Belgard (Persante) in der Mitte des 19. Jahrhunderts im Besitz der Familie von Kleist waren.
Im Jahre 1865 wurden in Klein Krössin zehn Wohnhäuser gezählt.
Von 1922 bis 1945 (bei kurzer Unterbrechung) war das Rittergut Klein Krössin der Witwensitz von Ruth von Kleist-Retzow. Während der nationalsozialistischen Diktatur war Klein Krössin ein geheimer Treffpunkt des Kreises um Ewald von Kleist-Schmenzin und Dietrich Bonhoeffer, um den Widerstand gegen den Nationalsozialismus zu planen. Nachdem die Nationalsozialisten das von Bonhoeffer geleitete Predigerseminar der Bekennenden Kirche in Finkenwalde geschlossen hatten, ermöglichte Ruth von Kleist-Retzow Bonhoeffer und Eberhard Bethge, auf Klein Krössin Seminare zu halten und so das „Sammelvikariat“, die illegale Ausbildung angehender Geistlicher, unter anderem dort fortzuführen.

## Kirche
Klein Krössin gehörte zur Kirchengemeinde Muttrin (heute polnisch: Motarzyn), die mit der Kirchengemeinde Damen (Stare Dębno) das Kirchspiel Muttrin bildete. Es gehörte bis 1945 zum Kirchenkreis Belgard, heute zur Kirchengemeinde Koszalin (Köslin) in der Diözese Pommern-Großpolen der polnischen Evangelisch-Augsburgischen Kirche.

## Schule
Bis 1857 war Klein Krössin mit Kieckow schulisch verbunden, bis der Ort ein eigenes Schulhaus bekam.